# Valeri Yakuzhin
Valeri Yakuzhin –en ruso, Валерий Якушин– (12 de octubre de 1954) es un deportista soviético que compitió en luge. Ganó una medalla de plata en el Campeonato Mundial de Luge de 1978, en la prueba doble.

## Palmarés internacional
| Campeonato Mundial | Campeonato Mundial | Campeonato Mundial | Campeonato Mundial |
| Año                | Lugar              | Medalla            | Prueba             |
| ------------------ | ------------------ | ------------------ | ------------------ |
| 1978               | Imst (Austria)     | Medalla de plata   | Doble              |